# Ethylmagnesiumbromid
Ethylmagnesiumbromid je Grignardovo činidlo se vzorcem C2H5MgBr, používané v organické syntéze.

## Reakce
Mimo využití jako zdroje ethylového aniontu pro nukleofilní adice může ethylmagnesiumbromid sloužit jako silná zásada deprotonující řadu substrátů, například alkyny:
RC≡CH + EtMgBr → RC≡CMgBr + EtH
V těchto reakcích lze ethylmagnesiumbromid nahradit snadněji dostupnými organolithnými činidly.

## Příprava a výroba
Ethylmagnesiumbromid je nejčastěji dostupný jako roztok v diethyletheru nebo tetrahydrofuranu. Získává se, obdobně jako jiná Grignardova činidla, reakcí bromethanu s hořčíkem v diethyletheru:
EtBr + Mg → EtMgBr